# Эпидемиология ВИЧ-инфекции
Эта статья об эпидемиологии болезни. О возбудителе болезни — статья Вирус иммунодефицита человека. О заболевании — статья ВИЧ-инфекция. О терминальной стадии болезни — статья СПИД

Распространённость ВИЧ среди взрослого населения по странам в 2009 году
> 15 %
5—15 %
1—5 %
0,5—1 %
0,1—0,5 %
< 0,1 %
нет данных

По состоянию на конец 2011 года во всём мире заразились ВИЧ-инфекцией 60 миллионов человек, из них: 25 миллионов умерли, 35 миллионов живут с ВИЧ-инфекцией. Из 35 миллионов ВИЧ-инфицированных пациентов значительная часть живы благодаря антиретровирусной терапии. Необходимые лекарства получают менее половины из 9,5 млн носителей, нуждающихся в антиретровирусной терапии.
Более двух третей ВИЧ-инфицированных населяют Африку к югу от пустыни Сахары. Эпидемия началась здесь в конце 1970-х — начале 1980-х годов. Центром считается полоса, протянувшаяся от Западной Африки до Индийского океана. Затем эпидемия перекинулась в США, Западную Европу и страны Южной Африки. Сегодня, за исключением стран Африки, быстрее всего вирус распространяется в Центральной Азии и Восточной Европе. Эпидемическая ситуация в этих регионах сдерживалась до конца 1990-х годов, затем с 1999 по 2002 годы количество инфицированных почти утроилось — в основном за счёт потребителей инъекционных наркотиков (ПИН). Значительно ниже среднего распространенность ВИЧ-инфекции в Восточной Азии, Северной Африке и на Ближнем Востоке. В масштабе всей Земли эпидемия стабилизировалась: не возросла доля эпидемии в отношении всего населения, снижается количество новых случаев ВИЧ-инфекции (с 3,5 миллионов новых случаев в 1997 году до 2,7 миллиона в 2007 году).

## Эпидемиология в мире
По данным на 2006—2007 годы, в десятку стран с наибольшим количеством ВИЧ-инфицированных людей вошли: Индия (6,5 млн), ЮАР (5,5 млн), Эфиопия (4,1 млн), Нигерия (3,6 млн), Мозамбик (1,8 млн), Кения (1,7 млн), Зимбабве (1,7 млн), США (1,3 млн), Россия (1 млн) и Китай (1 млн).
Согласно докладу «Объединённой программы ООН по ВИЧ/СПИД» (декабрь 2009 года), c момента начала эпидемии ВИЧ заразились почти 60 миллионов человек, и 25 миллионов человек умерли от заболеваний, связанных с ВИЧ. В 2008 году число людей, живущих с ВИЧ, составляло около 33,4 [31,1—35,8] миллиона человек, число новых инфекций около 2,7 [2,4—3,0] миллиона, и 2 [1,7—2,4] миллиона человек умерли от заболеваний, связанных со СПИД. В 2008 году примерно 430 000 [240 000—610 000] детей родились с ВИЧ, в результате общее число детей моложе 15 лет, живущих с ВИЧ, составило 2,1 [1,2—2,9] миллиона человек. Во всем мире на молодых людей приходится около 40 % всех новых ВИЧ-инфекций, регистрируемых среди взрослых (старше 15 лет). Mенее 40 % молодых людей имеют основную информацию о ВИЧ, и менее 40 % людей, живущих с ВИЧ, знают свой статус. Число новых ВИЧ-инфекций по-прежнему опережает число людей, получающих лечение: на каждых двух человек, начинающих лечение, приходится пять новых случаев заражения ВИЧ.
Африка к югу от Сахары остаётся наиболее затронутым регионом: здесь проживает 67 % всех людей, живущих с ВИЧ, и зарегистрирован 91 % всех новых случаев инфекции среди детей. В результате эпидемии более 14 миллионов детей в Африке к югу от Сахары стали сиротами. Эпидемия ВИЧ-инфекции привела к резкому снижению средней продолжительности жизни во многих африканских странах (например, в Ботсване с 65 до 35 лет к 2006 году).

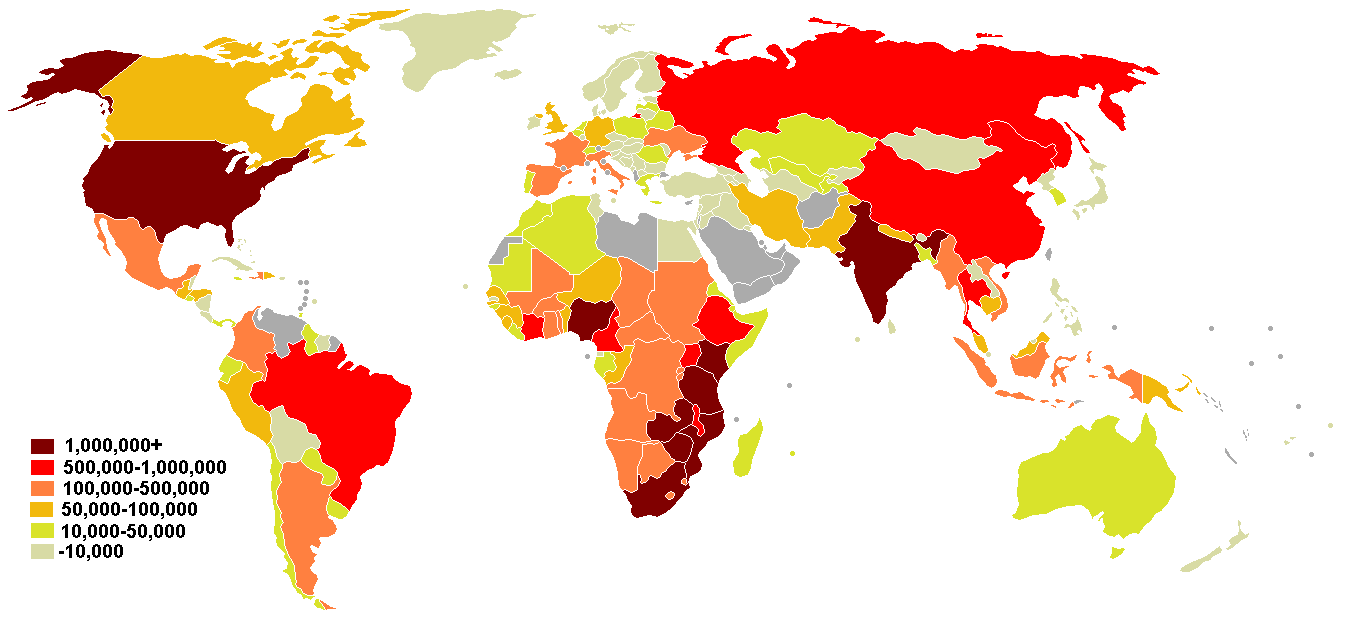
Количество людей, зараженных ВИЧ-инфекцией, проживающих в стране

Южная и Юго-Восточная Азия также значительно поражена ВИЧ-инфекцией. B 2007 году в этом регионе проживало около 18 % всех ВИЧ-инфицированных людей, и было зафиксировано до 300 000 смертей от СПИД.
В США молодые афроамериканки имеют повышенный риск заражения ВИЧ-инфекцией. Афроамериканцы составляют до 10 % населения США, однако на их часть приходится до половины случаев ВИЧ/СПИД. Такое разделение можно объяснить, с одной стороны, меньшими знаниями о ВИЧ/СПИД, с другой стороны, ограниченными возможностями лечения и, с третьей, большей вероятностью сексуального контакта с молодыми людьми в зоне риска.
В США сильнее инфицированы ВИЧ/СПИД жители сельских районов и южных штатов, в частности, Аппалачей, района дельты Миссисипи и области на границе с Мексикой. К 2010 году в США заражены ВИЧ/СПИД около 1,1 миллиона людей, каждый год регистрируется более 56 000 новых больных, причем последняя цифра практически не меняется в течение последних десяти лет.

Годы жизни, скорректированные по нетрудоспособности по странам мира для ВИЧ-инфекции и СПИД на 100 000 жителей:
no data
≤ 10
10—25
25—50
50—100
100—500
500—1000
1000—2500
2500—5000
5000—7500
7500—10 000
10 000—50 000
≥ 50 000

Поскольку происходит рост передачи инфекции среди половых партнеров потребителей наркотиков, доклад «Объединённой программы ООН по ВИЧ/СПИД» (декабрь 2009 года) отмечает, что во многих странах региона наблюдается переход от эпидемии, в основном концентрирующейся среди потребителей наркотиков, к эпидемии, которая характеризуется ростом передачи инфекции половым путём. В 2007 году в Восточной Европе 42 % новых ВИЧ-инфекций было обусловлено гетеросексуальными контактами. На половые контакты между мужчинами приходится относительно небольшая доля новых инфекций в Восточной Европе и Центральной Азии. В 2007 году лишь 0,4 % новых случаев ВИЧ в Восточной Европе было обусловлено половыми контактами между мужчинами. Тем не менее, показатель распространенности ВИЧ среди мужчин, имеющих половые контакты с мужчинами, составляет 5,3 % в Грузии, 6 % в Российской Федерации и от 10—23 % на Украине (см. ВИЧ на Украине). Примерно 25 % случаев незащищённого анального секса среди серопозитивных геев составляют так называемые «barebackers» (составляющие около 14 % всех геев в исследованной выборке) — лица, сознательно избегающие использования презервативов, несмотря на свою осведомлённость о возможности заражения ВИЧ; небольшую долю среди barebackers составляют «bug chasers» — лица, целенаправленно стремящиеся заразиться ВИЧ и выбирающие в качестве партнёров для секса ВИЧ-позитивных или потенциально позитивных индивидуумов, называемых «gift-givers».
В 2008 году оценочное число взрослых и детей, живущих с ВИЧ в Восточной Европе и Центральной Азии, увеличилось до 1,5 [1,4—1,7] миллиона человек, что на 66 % больше по сравнению с 2001 годом, когда это число составляло 900 000 [800 000—1,1 миллиона] человек. B трёх странах региона (Российской Федерации, Украине и Эстонии) показатель распространенности ВИЧ превышает 1 %.
Oколо 90 % всех ВИЧ-инфекций в Восточной Европе и Центральной Азии приходится на Российскую Федерацию и Украину (в этих же странах наблюдаются самые высокие темпы роста эпидемии в регионе), где использование зараженного инъекционного инструментария для употребления наркотиков остаётся основным путём передачи ВИЧ. В 2007 году 57 % новых диагностированных случаев ВИЧ в Восточной Европе было обусловлено использованием зараженного инструментария для употребления инъекционных наркотиков. По оценкам, в настоящее время в регионе инъекционные наркотики употребляют 3,7 миллиона человек, причем считается, что примерно четвёртая часть из них заражена ВИЧ.
На Украине, по данным на 2005 год, зарегистрировано 770 тысяч инфицированных, из них в живых осталось 238 тысяч человек (см. ВИЧ на Украине). В Белоруссии на конец 2011 года зарегистрировано 13 тысяч случаев ВИЧ-инфицирования. Большинство в возрасте от 15 до 29 лет. В Германии к концу 2012 года, по оценкам, ВИЧ-инфицированы 78 тысяч человек.
В ряде стран данного региона был расширен доступ к антиретровирусной терапии, хотя охват лечением остаётся довольно слабым. К декабрю 2008 года антиретровирусную терапию получали 22 % взрослых, нуждающихся в такой терапии, что более чем в два раза ниже среднего глобального охвата в странах с низким и средним уровнем доходов (42 %). Имеющиеся данные говорят о том, что потребители инъекционных наркотиков — группа населения, подвергающаяся наиболее высокому риску заражения ВИЧ в Восточной Европе и Центральной Азии, — зачастую реже других получают антиретровирусную терапию.
| Рискованное поведение среди взрослых | Распространенность, % | % заболеваемости (% от всех заболевших из всех групп) | Заболеваемость на 100 000 чел. группы риска |
| ------------------------------------ | --------------------- | ----------------------------------------------------- | ------------------------------------------- |
| Потребление инъекционных наркотиков  | 45,0                  | 23,18                                                 | 12 977                                      |
| Их половые партнеры                  | 8,0                   | 5,15                                                  | 3601                                        |
| Проститутки                          | 9,0                   | 3,23                                                  | 905                                         |
| Их клиенты                           | 4,0                   | 4,07                                                  | 91                                          |
| Мужчины, имеющие секс с мужчинами    | 5,0                   | 13,17                                                 | 983                                         |
| Их партнерши                         | 2,0                   | 2,06                                                  | 308                                         |
| Случайные гетеросексуальные связи    | 2,0                   | 5,87                                                  | 131                                         |
| Гетеросексуальные связи              | 0,7                   | 33,3                                                  | 51                                          |
| Медицинские инъекции                 | 1,10                  | 0,58                                                  | 1                                           |
| Переливания крови                    | 1,10                  | 0,22                                                  | 49                                          |
| Всё население                        | 1,10                  |                                                       | 112                                         |

В результате наблюдений за носителями ВИЧ, выяснилось, что даже при приёме антиретровирусных препаратов такие пациенты сильнее подвержены возрастным заболеваниям и старость у них наступает на 10–15 лет раньше.
Несмотря на наличие терапии ВИЧ остаётся проблемой общественного здравоохранения, число новых случаев ВИЧ-инфекции снизилось с 1,5 миллиона в 2020 году лишь до 1,3 миллиона в 2022 году. Во всем мире охват лечением ВИЧ достиг 76%. 93% людей, получающих лечение, добились вирусной супрессии.

## Эпидемиология на пространстве бывшего СССР

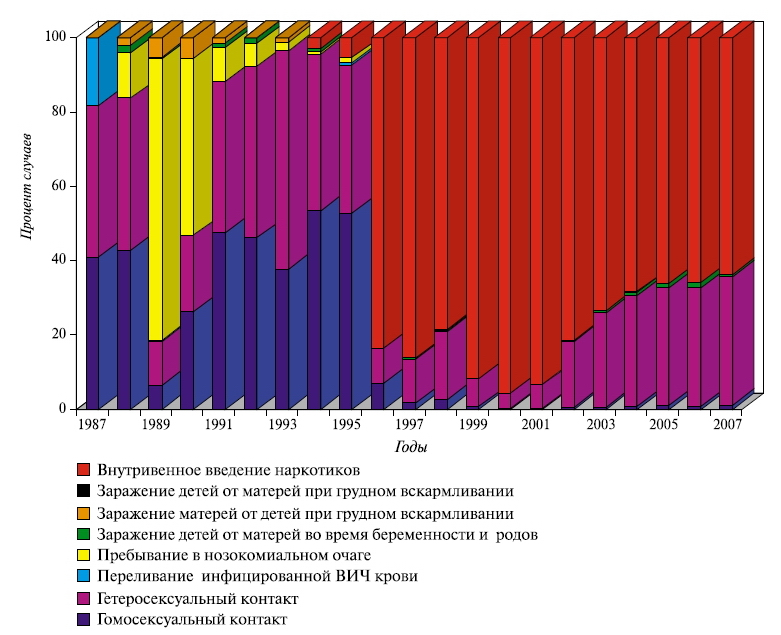
Распределение зарегистрированных случаев ВИЧ в России по основным факторам риска заражения в 1987—2007 годах

Первый случай ВИЧ-инфекции в СССР был обнаружен в 1986 году. Первые случаи ВИЧ-инфекции среди граждан СССР, как правило, происходили вследствие незащищенных половых контактов с африканскими студентами в конце 70-х годов XX века. Дальнейшие эпидемиологические мероприятия по изучению распространённости ВИЧ-инфекции в различных группах, проживающих на территории СССР, показали, что наибольший процент инфицирования приходился на тот момент на студентов из африканских стран, в частности из Эфиопии. Широкий резонанс получила вспышка ВИЧ-инфекции в Элисте в 1988 году.
Распад СССР привел к развалу единой эпидемиологической службы СССР, но не единого эпидемиологического пространства. Короткая вспышка ВИЧ-инфекции в начале 90-х годов среди мужчин, практикующих секс с мужчинами, не получила дальнейшего распространения. В целом данный период эпидемии отличался чрезвычайно низким уровнем инфицированности (на весь СССР меньше 1000 выявленных случаев) населения, короткими эпидемическими цепочками от заражающего к заражённому, спорадическими заносами ВИЧ-инфекции и вследствие этого широким генетическим разнообразием выявляемых вирусов. На тот момент в западных странах эпидемия уже являлась значимой причиной смертности в возрастной группе от 20 до 40 лет. Данная благополучная эпидемическая обстановка привела к свертыванию некоторых широких противоэпидемических программ в странах СНГ, как несоответствующих моменту и чрезвычайно дорогих. В 1993—1995 годах эпидемиологическая служба Украины оказалась неспособна вовремя локализовать две вспышки ВИЧ-инфекции, произошедшие среди потребителей инъекционных наркотиков (ПИН) в Николаеве и Одессе. Как оказалось впоследствии, эти вспышки были независимо вызваны разными вирусами относящимися к разным субтипам ВИЧ-1. Более того, перемещение ВИЧ-инфицированных заключённых из Одессы в Донецк, где они вышли на свободу, только способствовало распространению ВИЧ-инфекции.
Чрезвычайно способствовала распространению ВИЧ-инфекции маргинализация ПИН и нежелание властей проводить среди них какие-либо действенные профилактические мероприятия. Только за два года (1994—1995) в Одессе и Николаеве было выявлено несколько тысяч ВИЧ-инфицированных, в 90 % случаев — ПИН.
В России первая вспышка ВИЧ среди наркоманов произошла в Калининграде. До 1995 года в регионе имелось всего 22 случая ВИЧ. В марте 1996 года впервые были выявлены 3 связанные случая ВИЧ у лиц, употребляющих инъекционные наркотики, приготовленные кустарным способом. До конца 1996 года было выявлено 526 ВИЧ-инфицированных, в 1997 году — 1094. Затем вирус стал быстро распространяться: уже в 1996 году начался резкий рост заболеваемости в Краснодарском крае, Ростовской, Саратовской и Нижегородской областях и Ханты-Мансийском автономном округе; в 1997–98 годах — в Москве и Московской области, Тверской и Челябинской областях, в 1999–2001 годах — в Санкт-Петербурге и Ленинградской области и в большинстве остальных регионов России. 
Как показали дальнейшие исследования, среди ПИН в странах бывшего СССР распространялся, в основном, вариант вируса ВИЧ-1А из Одессы. В то же время, в Калининграде находили и вирус ВИЧ-1B, а также рекомбинантный подтип ВИЧ-1A/B. Это говорит о том, что в Калининград ВИЧ попал как из Одессы, так и из Николаева, причем часть людей заразилась обоими вариантами, что привело к появлению нового рекомбинантного подтипа. Среди ПИН Крыма циркулировали варианты ВИЧ-1А, ВИЧ-1С и ВИЧ-1А/С, то есть там произошло третье попадание вируса в среду наркоманов и также часть людей заразилась дважды, в результате чего возник еще один подтип вируса. 
В целом, данная стадия ВИЧ-инфекции в России и на Украине характеризуется концентрацией ВИЧ-инфекции среди ПИН, низким генетическим разнообразием вируса, постепенным переходом эпидемии из группы риска в другие популяции. На Украине в 2007 году показатель распространенности ВИЧ среди взрослого населения составил 1,6 % [1,1—2,0 %] — самый высокий уровень в Европе. В 2010 году на Украине, по официальной статистике, проживают 360000 ВИЧ-инфицированных людей. Однако стоит учесть, что реальное число ВИЧ-инфицированных почти в пять раз превышает официальную статистику.
На 1 января 2013 года в России зафиксировано 719 445 ВИЧ-инфицированных, в том числе детей до 14 лет — 6306. В связи с отсутствием профилактики ВИЧ за год число заразившихся ВИЧ россиян увеличилось на 69 280. Показатель распространённости ВИЧ-инфекции среди взрослых достиг значения 1,1 %. От болезней, связанных с ВИЧ и СПИД, в 2006 году умерли 19 347 человек, среди них 353 ребёнка. На 1 декабря 2012 года в России зафиксировано 125 тыс. случаев смерти от СПИД.
По результатам исследований 2006 года, распространенность ВИЧ среди потребителей инъекционных наркотиков варьировала от 3 % в Волгограде до 3,5—9 % в Барнауле, 12—14 % в Москве, 30 % в Санкт-Петербурге и более 70 % в Бийске. Согласно докладу «Объединённой программы ООН по ВИЧ/СПИД» (декабрь 2009 года), средний уровень распространенности ВИЧ среди потребителей инъекционных наркотиков составляет 37 % в Российской Федерации и 38,5—50,3 % — на Украине.
Около 60 % случаев ВИЧ-инфицирования среди россиян приходится на 11 из 86 российских регионов (Иркутская, Саратовская, Калининградская, Ленинградская, Московская, Оренбургская, Самарская, Свердловская и Ульяновская области, Санкт-Петербург и Ханты-Мансийский автономный округ).
В 2005 году в России было зарегистрировано 35 500 новых случаев ВИЧ-инфекции, за первые 6 месяцев 2006 — чуть менее 13 500 случаев; таким образом, общее число инфицированных, документально зарегистрированных с начала эпидемии в России, составило почти 350000. Однако официальные данные учитывают только тех людей, которые имели непосредственный контакт с российской системой регистрации ВИЧ. Действительное число людей, которые жили с ВИЧ в конце 2005 года, оценивается гораздо выше — от 560 тыс. до 1,6 млн. Большинство из них — молодые люди: возраст 80 % составляет 15—30 лет. По данным на конец 2012 года: за последние 5 лет число ВИЧ-инфицированных увеличилось в 2 раза. Но многие люди могут и не знать, что болеют. По разным методам оценки, реальное количество ВИЧ-инфицированных может составлять от 950 тыс. до 1 млн 300 тыс. человек. По данным на конец 2013 года, в России активизировался выход эпидемии из уязвимых групп населения в общую популяцию. В эпидемию вовлечены социально адаптированные люди трудоспособного возраста. Максимальная поражённость ВИЧ-инфекцией зарегистрирована среди женщин в возрастной группе 25—34 года, среди мужчин — в возрастной группе 30—34 года. Основные пути заражения: 58 % — внутривенное введение наркотиков нестерильными инструментами, 40 % — гетеросексуальный контакт.
Негативными факторами, способствующими распространению ВИЧ-инфекции на пространстве бывшего СССР, являются социальная стигматизация ВИЧ-инфицированных и гомофобия, а также недостаточное информирования населения и замалчивание проблемы на государственном уровне.
По данным ВОЗ в 2017 году Россия возглавила список стран по количеству новых случаев ВИЧ: 104 тысячи случаев заражения вирусом, 71 случай на 100 тыс. чел. Второе и третье места: Украина — 37 на 100 тыс. и Белоруссия — 26,1 на 100 тыс.
В Роспотребнадзоре назвали доклад ВОЗ недостоверным.
Министр здравоохранения Вероника Скворцова ссылается на неточность данных ВОЗ, по её словам, Минздрав обладает более точными данными: число новых заболевших в 2017 году — 85 тыс. чел. Роспотребнадзор опубликовал совместный комментарий с Минздравом, в котором информация в докладе ВОЗ названа «крайне некорректной», указано, что в России шире охват населения при тестировании и при пересчёте значений в соответствии с охватом, уровень заболеваемости в России будет ниже, чем в некоторых странах Европы, и что Россия не передавала в ВОЗ статистику по ВИЧ за 2017 год. Однако в докладе ВОЗ указано, что данные по России взяты из официальной статистики, публикуемой российским Федеральным научно-методическим центром по профилактике и борьбе со СПИДом. По данным ФНМЦ по профилактике и борьбе со СПИДом ФБУН ЦНИИ эпидемиологии Роспотребнадзора, число случаев новых заражений в 2017 году — 104 402.

## Статистика заболеваемости и смертности по России

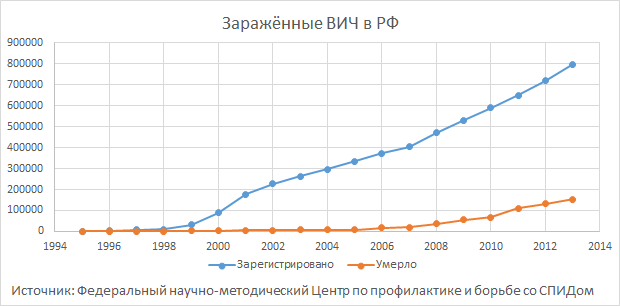

В России уполномоченные органы публикуют статистику заболеваемости и смертности от ВИЧ-инфекции по итогам каждого года. До 2011 года статистику публиковал Федеральный научно-методический Центр по профилактике и борьбе со СПИД. В его информационных бюллетенях информация доступна по России в целом и по каждому субъекту Российской Федерации в отдельности, а также выделены количество случаев заболевания у детей и количество случаев заболевания на стадии СПИД.
С 2012 года статистику публикует Федеральная служба по надзору в сфере защиты прав потребителей и благополучия человека: форма № 2 «Сведения об инфекционных и паразитарных заболеваниях» Федерального центра гигиены и эпидемиологии. В его статистике нет данных по каждому региону в отдельности, но доступны промежуточные кумулятивные данные (количество случаев, накопленное с начала года по текущий месяц включительно), а также отдельно выделены случаи заболеваемости у детей до 14 лет включительно и до 17 лет включительно. Данные по смертности по итогам года публикуются в отдельных пресс-релизах. Также Роспотребнадзор в своих информационных материалах специально указывает на отсутствие достоверных данных по Москве (поскольку территориальный орган по Москве несколько лет подряд не предоставляет статистические данные и их приходится рассчитывать косвенным путём).
С 2016 года статистику публикует сайт "Единая межведомственная информационно-статистическая система (ЕМИСС): Государственная статистика" в показателе "Число зарегистрированных случаев инфекционных заболеваний".
В приведенной ниже таблице представлена по каждому году и в целом за всё время официальная статистика зарегистрированных случаев инфицирования, зарегистрированных смертей, а также рассчитано количество граждан, живущих с ВИЧ-инфекцией (разница между общим количеством зарегистрированных заболевших и смертей). В таблицу не включены официально зарегистрированные (на территории России) случаи ВИЧ-инфекции у иностранных граждан. Также следует учитывать, что количество выявленных в конкретном году заболевших зависит от количества проведенных тестирований, и не зависит от времени заражения. Следует учитывать, что персонифицированные данные о смертях ВИЧ-инфицированных граждан России поступают в уполномоченные органы с существенной задержкой.
| Год    | Зарегистрировано инфицированных в текущем году | Зарегистрировано инфицированных за всё время | Из них умерло | Из них живёт с ВИЧ |
| 1994   | —                                              | 887                                          | 364           | 523                |
| 1995   | 203                                            | 1 090                                        | 407           | 683                |
| 1996   | 1 513                                          | 2 603                                        | 503           | 2 100              |
| 1997   | 4 315                                          | 6 918                                        | 779           | 6 139              |
| 1998   | 3 971                                          | 10 889                                       | 1 044         | 9 845              |
| 1999   | 19 758                                         | 30 647                                       | 1 785         | 28 862             |
| 2000   | 59 161                                         | 89 808                                       | 3 452         | 86 356             |
| 2001   | 87 771                                         | 177 579                                      | 5 327         | 172 252            |
| 2002   | 49 923                                         | 227 502                                      | 6 164         | 221 338            |
| 2003   | 36 396                                         | 263 898                                      | 6 744         | 257 154            |
| 2004   | 32 147                                         | 296 045                                      | 7 230         | 288 815            |
| 2005   | 38 021                                         | 334 066                                      | 7 395         | 326 671            |
| 2006   | 39 652                                         | 373 718                                      | 16 791        | 356 927            |
| 2007   | 29 382                                         | 403 100                                      | 19 924        | 383 176            |
| 2008   | 68 576                                         | 471 676                                      | 35 226        | 436 450            |
| 2009   | 58 509                                         | 530 185                                      | 55 618        | 474 567            |
| 2010   | 59 396                                         | 589 581                                      | 66 587        | 522 994            |
| 2011   | 60 584                                         | 650 165                                      | 110 323       | 539 842            |
| 2012   | 69 280                                         | 719 445                                      | 130 834       | 588 611            |
| 2013   | 79 421                                         | 798 866                                      | 153 221       | 645 645            |
| + Крым | 23 489                                         | 822 355                                      | 153 221       | 669 134            |
| 2014   | 85 252                                         | 907 607                                      | 184 148       | 723 459            |
| 2015   | 88 040                                         | 995 647                                      | 205 000       | 790 647            |
| 2016   | 89 155                                         | 1 084 802                                    | 243 863       | 840 939            |
| 2017   | 89 709                                         | 1 174 511                                    | 276 660       | 897 851            |
| 2018   | 87 717                                         | 1 262 228                                    | 313 560       | 948 668            |
| 2019   | 81 716                                         | 1 343 944                                    | 347 160       | 996 784            |
| 2020   | 61 232                                         | 1 492 998                                    | 388 230       | 1 104 768          |
| 2021   | 61 098                                         | 1 554 096                                    | ?             | ?                  |
| 2022   | 63 150                                         |                                              |               |                    |
| 2023   | 58 740                                         |                                              |               |                    |
| 2024   | 52 783                                         |                                              |               |                    |

В России также проводится тестирование на ВИЧ иностранных граждан. За всё время наблюдения с 1985 года по 2014 год в России было официально зарегистрировано 23 840 случаев ВИЧ-инфекции у иностранных граждан.
В декабре 2016 года на заседании президиума РАН руководитель Федерального научно-методического центра по борьбе и профилактике ВИЧ-инфекции Вадим Покровский сообщил, что носителями вируса ВИЧ являются примерно 1,5 млн россиян, а 240 тыс. человек умерли от СПИДа.
В России из-за смешения ранее доминировавшего в РФ штамма A1 и нового агента AG, занесённого из Средней Азии, появился новый вирус A63, который гораздо опаснее родителей, сообщил в ходе заседания президиума РАН заведующий лабораторией иммунохимии Института вирусологии им. Д. И. Ивановского Эдуард Карамов.
В 2016 году в России было зарегистрировано на 5,3 % больше новых случаев ВИЧ-инфекции, чем в 2015 году — 103,4 тысячи. По данным заместителя генсека ООН, исполнительного директора объединённой программы Организации Объединённых Наций по ВИЧ/СПИД (UNAIDS) Мишеля Седибе по числу новых случаев заражения ВИЧ Россия заняла третье место в мире после ЮАР и Нигерии. По темпам роста количества ВИЧ-инфицированных среди регионов России лидируют Кемеровская, Томская, Иркутская и Новосибирская области.
В 2017 году в России было зарегистрировано, по разным данным Роспотребнадзора, на 0,9 % больше заболевших, и на 2,2 % больше новых случаев ВИЧ-инфекции, чем в 2016 году. Кроме того, ВИЧ-инфекция вышла за пределы уязвимых групп населения и активно распространяется в общей популяции, более половины больных в 2017 г. заразились при гетеросексуальных контактах (53,5 %).